# 伊藤直也
伊藤 直也（いとう なおや、1977年9月18日 -）は、日本のソフトウェアエンジニア、経営者。2019年11月現在、一休の執行役員・CTO。はてなの元取締役・CTO。少なくともかつては、はてな社の大株主の一人であった（2016年時点で2.0%、5万株保有。2019年7月末時点では、1.38%以下しか有していない）。
情報処理学会の「ソフトウェアジャパンアワード2009」、楽天の「楽天テクノロジーアワード2014」をそれぞれ共同で受賞。

## 経歴
青山学院大学理工学部物理学科卒業。青山学院大学大学院理工学研究科博士課程前期修了（物理学専攻）。修士論文題目は「物理学科サブネットワークの現状と学科内 LAN 再編成への提言」。
伊藤はWeb 2.0が注目され出した2000年代前半に大学時代を過ごす中でネット業界に関心を持ち、ニフティに就職してウェブ企画部門でブログサービス「ココログ」を立ち上げた。ニフティでの3年間を経て2004年にウェブ企業のはてなに転職。はてなでは「はてなブックマーク」を開発・統括した。2010年にソーシャルネットワークサービスのグリーに転職し同社のソーシャルメディア事業を統括。2012年にフリーランスとなりKAIZEN Platform、日本経済新聞社、ハウテレビジョン 等の企業の技術顧問を務め、2016年から予約サイトを運営する「一休」の最高技術責任者。

## 生い立ち
1977年宮城県生まれ または秋田県生まれ、秋田県出身。元仙台 (Sendai)在住。
小学生時代までにコンピュータに熱中しゲームプログラムの改造も行っていたが「パソコンをやっていてもモテない」と考え中学、高校では剣道とバンド活動に打ち込んだ。秋田県立秋田高等学校卒業。オンラインゲームの「ディアブロ」や「ウルティマオンライン」に没頭し大学入学後3年間の学業を疎かにしたという。
はてな創業者の近藤淳也とは伊藤の入社以前から親交があった。
2006年に結婚した。

## 著書
- 『Chef実践入門――コードによるインフラ構成の自動化』（2014年、吉羽龍太郎他と共著） ISBN 9784774165004
- 『入門Chef Solo - Infrastructure as Code』（2013年、KDPセルフ出版）
- 『Blog Hacks』（2004年、宮川達彦と共著） ISBN 4873111749
- 『SEが28歳までに身につける28の力』（2009年、石川説明堂他と共著）ISBN 9784774140674
- 『Web開発者のための大規模サービス技術入門 : データ構造、メモリ、OS、DB、サーバ/インフラ』（2010年、田中慎司と共著）ISBN 9784774143071